# Женская студенческая сборная России по футболу
Женская студенческая сборная России по футболу — национальная сборная России по футболу, выступающая на Универсиадах среди женщин. Управляющая организация — Российский футбольный союз.

## Участие в Универсиадах
| Год   | Раунд                        | Место                        | И                            | В                            | Н                            | П                            | МЗ                           | МП                           | РМ                           |
| ----- | ---------------------------- | ---------------------------- | ---------------------------- | ---------------------------- | ---------------------------- | ---------------------------- | ---------------------------- | ---------------------------- | ---------------------------- |
| 1993  | 1/2 финала                   | 3                            | 5                            | 2                            | 2                            | 1                            | 3                            | 2                            | +1                           |
| 1995  | Женский турнир не проводился | Женский турнир не проводился | Женский турнир не проводился | Женский турнир не проводился | Женский турнир не проводился | Женский турнир не проводился | Женский турнир не проводился | Женский турнир не проводился | Женский турнир не проводился |
| 1997  | Женский турнир не проводился | Женский турнир не проводился | Женский турнир не проводился | Женский турнир не проводился | Женский турнир не проводился | Женский турнир не проводился | Женский турнир не проводился | Женский турнир не проводился | Женский турнир не проводился |
| 1999  | Женский турнир не проводился | Женский турнир не проводился | Женский турнир не проводился | Женский турнир не проводился | Женский турнир не проводился | Женский турнир не проводился | Женский турнир не проводился | Женский турнир не проводился | Женский турнир не проводился |
| 2001  | Не участвовала               | Не участвовала               | Не участвовала               | Не участвовала               | Не участвовала               | Не участвовала               | Не участвовала               | Не участвовала               | Не участвовала               |
| 2003  | Не участвовала               | Не участвовала               | Не участвовала               | Не участвовала               | Не участвовала               | Не участвовала               | Не участвовала               | Не участвовала               | Не участвовала               |
| 2005  | Не участвовала               | Не участвовала               | Не участвовала               | Не участвовала               | Не участвовала               | Не участвовала               | Не участвовала               | Не участвовала               | Не участвовала               |
| 2007  | финалист                     | 2                            | 6                            | 3                            | 1                            | 2                            | 15                           | 8                            | +7                           |
| 2009  | 1/2 финала                   | 5                            | 5                            | 4                            | 1                            | 0                            | 17                           | 4                            | +13                          |
| 2011  | 1/4 финала                   | 5                            | 6                            | 2                            | 1                            | 3                            | 5                            | 6                            | −1                           |
| 2013  | гр. турнир                   | 9                            | 6                            | 4                            | 0                            | 2                            | 10                           | 5                            | +5                           |
| 2015  | финалист                     | 2                            | 6                            | 4                            | 1                            | 1                            | 16                           | 2                            | +14                          |
| 2017  | 1/2 финала                   | 3                            | 5                            | 3                            | 1                            | 1                            | 8                            | 2                            | +6                           |
| 2019  | 1/2 финала                   | 3                            | 5                            | 2                            | 2                            | 1                            | 6                            | 5                            | +1                           |
| Всего | 8/11                         | —                            | 44                           | 24                           | 9                            | 11                           | 80                           | 34                           | +46                          |

1. ↑  В ничьи включены также матчи плей-офф, которые завершились послематчевыми пенальти.

## Главные тренеры
- Александр Шагов (1993)
- Алексей Корягин (2007—2009)
- Татьяна Зайцева (2013)
- Елена Фомина (2015)
- Татьяна Зайцева (2019)

## Примечание
1. ↑  Universiade 1993. Women’s Tournament (англ.). rsssf.org. Дата обращения: 25 августа 2023. Архивировано 13 февраля 2023 года.
2. ↑  Universiade 2007. Women’s Tournament (англ.). rsssf.org. Дата обращения: 25 августа 2023. Архивировано 29 марта 2023 года.
3. ↑  Universiade 2009. Women’s Tournament (англ.). rsssf.org. Дата обращения: 25 августа 2023. Архивировано 13 февраля 2023 года.
4. ↑  Universiade 2011. Women’s Tournament (англ.). rsssf.org. Дата обращения: 25 августа 2023. Архивировано 13 февраля 2023 года.
5. ↑  Universiade 2013. Women’s Tournament (англ.). rsssf.org. Дата обращения: 25 августа 2023. Архивировано 13 февраля 2023 года.
6. ↑  Universiade 2015. Women’s Tournament (англ.). rsssf.org. Дата обращения: 25 августа 2023. Архивировано 13 февраля 2023 года.
7. ↑  Universiade 2017. Women’s Tournament (англ.). rsssf.org. Дата обращения: 25 августа 2023. Архивировано 30 марта 2023 года.
8. ↑  Universiade 2019. Women’s Tournament (англ.). rsssf.org. Дата обращения: 25 августа 2023. Архивировано 13 февраля 2023 года.